# السيليين
قرية السيليين هي إحدى القرى التابعة لمركز سنورس في محافظة الفيوم في جمهورية مصر العربية. حسب إحصاءات سنة 2006، بلغ إجمالي السكان في السيليين 11122 نسمة، منهم 5738 رجل و5384 امرأة.